# 23 март
23 март е 82-рия ден в годината според григорианския календар (83-ти през високосна година). Остават 283 дни до края на годината.

## Събития
- 1227 г. – В Аахен Маргарет фон Бабенберг официално е коронована за кралица на Германия.
- 1568 г. – Катерина Медичи признава правата на френските хугеноти, с което настъпва края на Втората хугенотска война.
- 1775 г. – За първи път е използван израза „Свобода или смърт“ от Патрик Хенри, произнесен във Вирджиния по време на Американската война за независимост.
- 1801 г. – Александър I става император на Русия, след като баща му Павел I e убит.
- 1839 г. – В бостънския вестник „Morning Post“ за първи път се появява изразът „O.K.“
- 1869 г. – Към Българското читалище в Цариград Петко Славейков основава Българско благодетелно братство „Просвещение“.
- 1869 г. – Лайпцигският университет присъжда на професор Фридрих Ницше докторска степен.
- 1903 г. – Братя Райт подават молба за патент за построения от тях в САЩ самолет.
- 1918 г. – Германското 210-mm супероръдие „Кайзер Вилхелм“ („Парижкото оръдие“) обстрелва Париж от разстояние 120 километра. Оръдието често се бърка с „Голямата Берта“, което е друго оръжие, 406-mm полева гаубица.
- 1919 г. – В Милано Бенито Мусолини създава първата фашистка организация – „Fasci di Combattimento“.
- 1919 г. – Образувана е Башкирска автономна съветска социалистическа република, на основата на северните уезди на Оренбургската губерния, първата автономна съветска република в състава на РСФСР.
- 1923 г. – Нишката спогодба – споразумение между България и Кралството на сърби, хървати и словенци за „обезопасяване на границата“ между двете държави.
- 1924 г. – Създадено е археологическото сдружение Българска старина по инициатива на Карел Шкорпил във Варна.
- 1933 г. – В България е приет Закон за ограничаване престъпленията против личната и обществена безопасност, насочен против политическите убийства.
- 1933 г. – Германският Райхстаг издава декрет, с който предава цялата власт в ръцете на новия канцлер Адолф Хитлер.
- 1942 г. – Генерал Владимир Заимов е арестуван с обвинение за шпионаж в полза на СССР.
- 1953 г. – Айони в щата Калифорния е обявен за град.
- 1956 г. – Пакистан става първата ислямска република в света.
- 1962 г. – Установени са дипломатическите отношения между Русия и Алжир.
- 1976 г. – Официално влиза в сила Международният пакт за гражданските и политическите права, приет от Общото събрание на ООН на 16 декември 1966 г.
- 1983 г. – Стратегическа отбранителна инициатива: Президентът на САЩ Роналд Рейгън оповестява своето намерение да се изгради технология, която да прихваща вражески ракети.
- 1987 г. – Започва излъчването на американския сериал „Дързост и красота“ в САЩ.
- 1989 г. – В университета в Юта е обявен студен термоядрен синтез.
- 1990 г. – Състои се премиерата на филма „Хубава жена“ в САЩ и Канада.
- 1990 г. – Официално се регистрира ПК „Екогласност“.
- 1994 г. – Полет 593 на „Аерофлот“ се разбива в планинската верига Кузнецки Алатау в Кемеровска област и убива всичките 75 души на борда.
- 2001 г. – Руската орбитална станция Мир е извадена от употреба и се разпада в атмосферата преди да потъне в южата част на Тихия океан, близо до Фиджи.
- 2002 г. – За първи път се състои церемонията по награждаването в специално посветения на това „Дом на Оскарите“ – кинотеатъра Кодак в Холивуд, недалеч от Рузвелт Хотел.
- 2007 г. – Основано е Училище „Българче“ на българската общност в град Дубай, Обединени арабски емирства.
- 2011 г. – Терористичен акт в Йерусалим погубва 1 човек и ранява 35.

## Родени
2010г.- Делян Дацков, български баскетболист
- 1732 г. – Мари-Аделаид, френска благородничка († 1800 г.)
- 1749 г. – Пиер-Симон Лаплас, френски математик († 1827 г.)
- 1856 г. – Иван Сарафов, български военен деец († 1935 г.)
- 1858 г. – Лудвиг Квиде, германски политик († 1941 г.)
- 1867 г. – Благой Даскалов, български революционер († 1956 г.)
- 1869 г. – Калуст Гулбенкян, британски предприемач († 1955 г.)
- 1871 г. – Дейвид Карнеги, британски изследовател († 1900 г.)
- 1874 г. – Христо Попвасилев, български революционер († ? г.)
- 1879 г. – Никола Казанджиев, български революционер († 1971 г.)
- 1880 г. – Никола Лазаров, български революционер († 1900 г.)
- 1881 г. – Роже Мартен дю Гар, френски писател, Нобелов лауреат († 1958 г.)
- 1882 г. – Еми Ньотер, немска математичка († 1935 г.)
- 1892 г. – Валтер Крюгер, немски офицер († 1973 г.)
- 1900 г. – Ерих Фром, германски психолог († 1980 г.)
- 1905 г. – Джоан Крофорд, американска актриса († 1977 г.)
- 1910 г. – Акира Куросава, японски кинорежисьор († 1998 г.)
- 1912 г. – Вернер фон Браун, германски учен († 1977 г.)
- 1915 г. – Василий Зайцев, съветски войник († 1991 г.)
- 1919 г. – Борис Ганев, български футболист († 1982 г.)
- 1927 г. – Васил Мирчев, български режисьор († 2003 г.)
- 1931 г. – Виктор Корчной, руски шахматист († 2016 г.)
- 1931 г. – Иван Димитров Иванов, български инженер и учен
- 1940 г. – Ристо Шишков, югославски актьор († 1986 г.)
- 1943 г. – Уинстън Грум, американски писател († 2020 г.)
- 1949 г. – Ириней Константинов, български актьор
- 1952 г. – Ким Робинсън, американски писател
- 1952 г. – Панайот Карагьозов, български славист
- 1954 г. – Катрин Алрик, френска актриса
- 1955 г. – Каръл Ашби, британска актриса
- 1955 г. – Моузис Малоун, американски баскетболист
- 1955 г. – Сюзън Шваб, американски политик
- 1956 г. – Алексей Улюкаев, руски банкер
- 1956 г. – Жозе Мануел Барозо, министър-председател на Португалия
- 1956 г. – Талат Булут, турски киноартист
- 1958 г. – Пека Хаависто, финландски политик
- 1964 г. – Пламен Тотев, български критик
- 1968 г. – Деймън Олбърн, английски певец
- 1968 г. – Фернандо Йеро, испански футболист
- 1971 г. – Павел Цветков, български поет
- 1972 г. – Жюдит Годреш, френска актриса
- 1972 г. – Йонас Бьоркман, шведски тенисист
- 1973 г. – Йежи Дудек, полски футболист
- 1976 г. – Крис Хой, шотландски колоездач
- 1976 г. – Мишел Монахан, американска актриса
- 1978 г. – Валтер Самуел, аржентински футболист
- 1980 г. – Дмитрий Лукашенко, беларуски политик
- 1980 г. – Райън Дей, уелски професионален снукър играч
- 1982 г. – Джон Лойд Тейлър, американски музикант
- 1983 г. – Владислав Златинов, български футболист
- 1989 г. – Ерик Максим Чупо-Мотинг, германски футболист
- 1990 г. – Хайме Алгерсуари, испански автомобилен състезател

## Починали
- 1237 г. – Йоан дьо Бриен, латински император (* ок. 1148 г.)
- 1555 г. – Юлий III, римски папа (* 1487 г.)
- 1748 г. – Йохан Готфрид Валтер, немски музикален теоретик (* 1684 г.)
- 1781 г. – Йохан Антон Гюлденщед, немски естественик (* 1745 г.)
- 1801 г. – Павел I, император на Русия (* 1754 г.)
- 1819 г. – Аугуст фон Коцебу, немски драматург (* 1761 г.)
- 1842 г. – Стендал, френски писател (* 1783 г.)
- 1866 г. – Захар Аркас, руски офицер (* 1793 г.)
- 1899 г. – Луи Мизон, френски офицер (* 1853 г.)
- 1901 г. – Константин Стоилов, министър-председател на България (* 1853 г.)
- 1905 г. – Валери Еляш Радзиковски, полски художник (* 1841 г.)
- 1906 г. – Георги Сугарев, български революционер (* 1876 г.)
- 1907 г. – Константин Победоносцев, руски политик (* 1827 г.)
- 1907 г. – Филип Тотю, български революционер (* 1830 г.)
- 1913 г. – Стамен Панчев, български поет (* 1879 г.)
- 1924 г. – Шевкет Тургут паша, османски държавник (* 1857 г.)
- 1937 г. – Джон Рокфелер, американски предприемач (* 1839 г.)
- 1938 г. – Никола Бобчев, български филолог (* 1863 г.)
- 1940 г. – Димитър Станчов, български дипломат (* 1863 г.)
- 1942 г. – Лудвиг фон Хьонел, английски офицер (* 1857 г.)
- 1942 г. – Фриц Саразин, швейцарски зоолог (* 1859 г.)
- 1943 г. – Александър Стефанов, български революционер (* 1880 г.)
- 1945 г. – Георги Радков, български офицер (* 1889 г.)
- 1948 г. – Георги Сучев, български революционер (* 1928 г.)
- 1948 г. – Николай Бердяев, руски философ (* 1874 г.)
- 1954 г. – Христо Несторов, български анархист (* 1903 г.)
- 1958 г. – Хенри Брайлсфорд, британски журналист (* 1873 г.)
- 1960 г. – Саид Нурси, ислямски мислител (* 1878 г.)
- 1980 г. – Артър Оукън, американски икономист (* 1928 г.)
- 1981 г. – Клод Окинлек, английски офицер (* 1884 г.)
- 1991 г. – Елисавета Багряна, българска поетеса (* 1893 г.)
- 1992 г. – Фридрих Хайек, австрийски икономист, Нобелов лауреат през 1974 (* 1899 г.)
- 1993 г. – Ханс Вернер Рихтер, немски писател (* 1908 г.)
- 1994 г. – Джулиета Мазина, италианска актриса (* 1921 г.)
- 2004 г. – Чавдар Кюранов, български политик (* 1921 г.)
- 2005 г. – Кирил Борисов, български политик (* ? г.)
- 2006 г. – Дезмънд Дос, американски войник (* 1919 г.)
- 2011 г. – Елизабет Тейлър, британско-американска актриса (* 1932 г.)
- 2012 г. – Абдула Юсуф Ахмед, президент на Сомалия (* 1934 г.)
- 2013 г. – Борис Березовски, руски предприемач (* 1946 г.)
- 2021 г. – Хана Хегерова, словашко-чешка певица и актриса (* 1931 г.)

## Празници
- Международен ден на метеорологията – Отбелязва се от 1961 г. в деня на влизането в сила през 1950 г. на Конвенцията за Световната метеорологична организация (СМО) – специализиран орган на ООН.
- Световния ден на атеизма – Отбелязва се от 2019 г. насам за хората без вярвания в божества.
- Българска православна църква – Св. мъченица Лидия
- Пакистан – Ден на ислямската република (1956 г., национален празник)
- Унгария и Полша – Ден на унгаро-полското приятелство (2007 г.)